# Ida Dequeecker
Ida Dequeecker (Gent, 25 maart 1943) is een Belgische feministe en politica voor de RAL en vervolgens de SAP.

## Levensloop
Dequeecker is een kleindochter van Willem Elsschot en is moeder van twee zonen. Ze was lange tijd de levenspartner van Robbe De Hert.
Dequeecker richtte in 1970 een van de eerste Dolle Mina-bewegingen in Vlaanderen mede op. Een eerste actie bestond erin het recht op te eisen voor vrouwen om te roken op straat (slogan: Vrouwen hebben ook recht op longkanker!). Nadien werd geijverd voor de gelijke verloning van man en vrouw, de vrije verdeling van de pil en de legalisering van abortus (slogan: Baas in eigen buik). In 1971 verstoorden de Dolle Mina's de verkiezing van Miss België, een verkiezing die Dequeecker beschouwt als een veekeuring.
Ze was emancipatieambtenaar bij de VDAB. Tevens is ze lid van het Vrouwen Overleg Komitee (nu: Furia), een feministische organisatie die in 1972 werd opgericht en organisator is van de jaarlijkse Vrouwendag op 11 november., is ze medeoprichtster van de "Fem-Soc beweging" en is ze lid van Baas Over Eigen Hoofd! (BOEH!), een vereniging die opkomt voor het recht een hoofddoek te dragen op school, als ambtenaar ... In haar hoedanigheid van feministisch activiste geeft ze vaak lezingen, neemt ze deel aan debatavonden, schrijft ze opiniestukken, etc.
Vanuit haar feministisch engagement werd ze lid van de trotskistische Revolutionaire Arbeidersliga (RAL), de latere Socialistische Arbeiderspartij (SAP). Bij de Vlaamse verkiezingen van 2014  vaardigde SAP haar af als onafhankelijke op de kieslijst van de PVDA+. Vanop de 17e plaats behaalde ze 1.301 voorkeurstemmen in de kieskring Antwerpen.